# Белгрејд (Минесота)
Белгрејд (енгл. Belgrade) насеље је у округу Стернс у америчкој савезној држави Минесоти. Према попису из 2000. године, Белгрејд има укупно 750 становника.

## Географија
Према Пописном бироу Сједињених Америчких Држава (United States Census Bureau), насеље се простире на укупно 3.1 km², и нема водених површина.

## Демографија
По попису из 2000. године насеље је имало 750 становника, 316 домова и 185 породица. Густина насељености је била 245.4 ст./km². 98,67% становника су белци, 0,13% азијати и 1,07% су припадници осталих раса, као и 0,13% расно мешовитог становништва.
|                   | 2010.        | 2000.        |
| Укупно            | 740 (100,0%) | 750 (100,0%) |
| Белци             | 717 (96,89%) | 740 (98,67%) |
| Остали            | 11 (1,486%)  | 3 (0,400%)   |
| Хиспаноамериканци | 7 (0,946%)   | 6 (0,800%)   |
| Азијати           | 3 (0,405%)   | 1 (0,133%)   |
| Афроамериканци    | 2 (0,270%)   | 0 (0,000%)   |